# Placa anecoica
Las placas anecoicas son un recubrimiento para absorber y atenuar el sonido, hecho a base de materiales fonoabsorbentes, como caucho o espuma flexible de poliuretano polieter.

## Campos de aplicación
Existen dos grandes ámbitos de aplicación que condiciona su fisionomía y materiales.

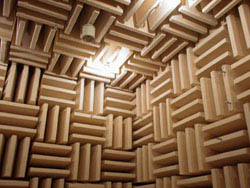
Vista de las placas anecoicas

### Civil
Se utiliza como revestimiento a la vista en paredes o techos para el tratamiento de ambientes ruidosos en general, como recintos industriales con mucha maquinaria, salas de máquinas de barcos, salas de ensayo y grabación de música, restaurantes, salas de locución en estaciones de radio, etc. O en (cámara anecoica, aquí existe una variante que absorbe las ondas electromagnéticas.

#### Funcionamiento
La terminación superficial de estas placas es en forma de cuñas y ángulos con el propósito de aumentar la superficie efectiva de absorción. Evita la reflexión de los sonidos (reverberación) que se origina por las superficies duras de paredes o techos y atenúa el nivel sonoro general. Se basa en principios muy sencillos: Las cuñas y ángulos que se entrecruzan en su superficie proporcionan una mayor área de dispersión de los sonidos que inciden sobre el material, a la vez que, debido a los ángulos que forman el sonido reflejado choca contra otra superficie absorbente, impiden la ocurrencia de resonancias o ecos indeseados.

### Militar

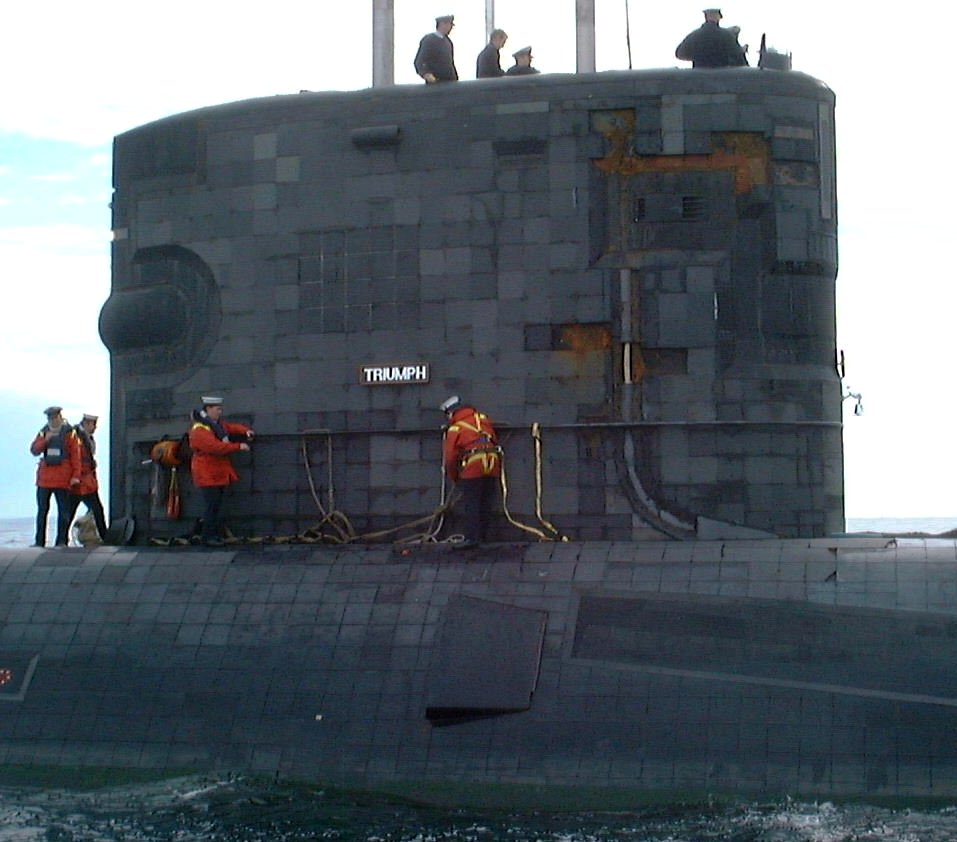
Placas anecoicas en el casco del HMS Triumph. Dos parches de placas que falta son visibles hacia el borde delantero de la vela..

Las placas anecoicas militares son de goma o de baldosas de polímeros sintéticos que contienen miles de diminutos huecos, aplicadas a los cascos exteriores de buques militares y submarinos. Su función es doble:
- Absorber las ondas sonoras de sonar activo, reduciendo y distorsionando la señal de retorno, reduciendo de este modo su alcance efectivo.
- Atenuar los sonidos emitidos desde el casco, típicamente los motores, para reducir la distancia a la que se puede detectar por un sonar pasivo.

#### Desarrollo

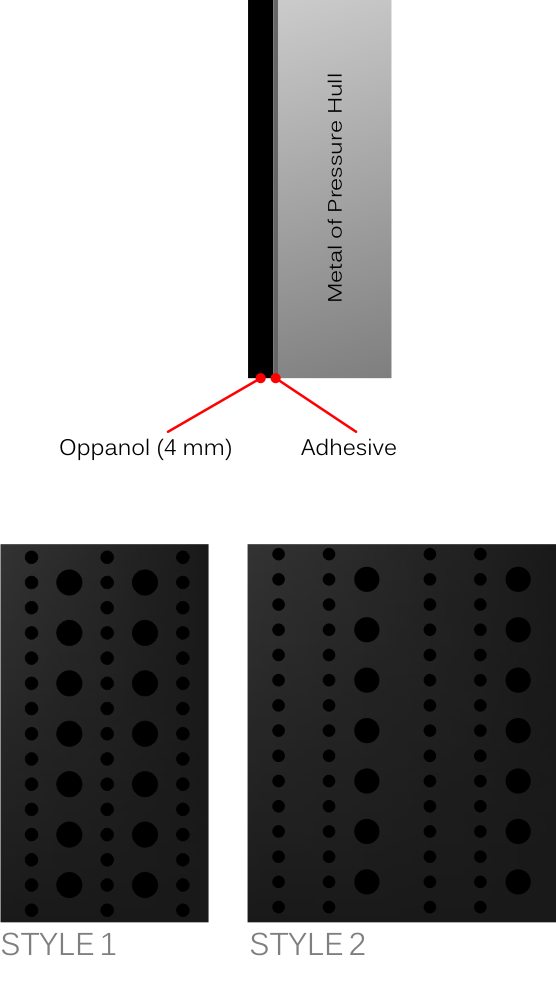
Un primer plano de una placa de Alberich, obsérvese el patrón de agujeros

La tecnología de las placas anecoicas las desarrollo la Kriegsmarine en la Segunda Guerra Mundial. Con nombre en código Alberich, el nombre de un brujo invisible de la mitología germánica. El revestimiento estaba formado por hojas de aproximadamente 1 m de lado y 4 mm de espesor, con hileras de agujeros en dos tamaños, de 4 mm y 2 mm de diámetro.

 Fue fabricado por IG Farben en un material conocido como Oppanol. El material no era homogéneo, contenía cavidades de aire. Estas cavidades degradaba el reflejo de ASDIC. El recubrimiento trabajado en el rango de 10 a 18 kHz, reduciendo el retorno ASDIC en aproximadamente 15%. Este rango de frecuencia coincide con la gama de funcionamiento inicial del sonar activo ASDIC utilizado por los aliados. Los tipos ASDIC 123, 123A, 144 y 145 todos operados en el rango de 14 kHz a 22. Sin embargo, esta degradación en la reflexión de eco no era uniforme en toda la profundidad de buceo debido a los huecos que eran comprimidos por la presión del agua. Un beneficio adicional del recubrimiento se actuó como un amortiguador de sonido, que contiene los ruidos propios del motor del submarino.
El revestimiento realizó sus primeras pruebas de mar en 1940, en el U-11, un Tipo IIb. El U-67, un tipo IX, fue el primer submarino operacional con este recubrimiento. Después de su primera patrulla de la guerra, se puso en Wilhelmshaven probablemente en algún momento en abril de 1941 donde se le dio la capa, cubrió la torre de mando y los lados, pero no la cubierta. El 15 de mayo de 1941, U-67 estaba en Kiel realizar pruebas en el mar Báltico. Durante julio, el recubrimiento fue retirado de todas las partes del barco, excepto la torre de mando y el arco. Otros experimentos y pruebas de sonido se hicieron en el Pequeño Belt, pero probablemente fueron poco satisfactorio, ya que todo el revestimiento fue eliminado posteriormente. Se encontraron problemas desde el primer momento, pues el adhesivo no era lo suficientemente fuerte como para pegar el caucho sintético al casco de presión y la carcasa del submarino. Esto dio lugar a las hojas de aflojamiento y la creación de turbulencia en el agua, haciendo más fácil detectar el submarino. Además, el recubrimiento disminuía considerablemente la velocidad de la embarcación.
Hasta finales de 1944 no  se resolvieron la mayoría de los problemas con el adhesivo. El recubrimiento requería un adhesivo especial y una  aplicación cuidadosa. Se necesitaban varios miles de horas de pegado y remachado en un U-boat El primer submarino para poner a prueba el nuevo adhesivo fue de U-480 un Tipo VIIC. Los buenos resultados con el nuevo adhesivo, animó al Oberkommando der Marine a utilizarlo en los nuevos submarinos, tipos XXI y XXIII. Sin embargo, la guerra terminó antes de que pudiera emplearse a gran escala. En última instancia, sólo un operativo Tipo XXIII, U-4709, fue recubierto con las placas anecoicas. Submarinos con recubrimiento de placas anecoicas incluyen: U-11, U-480, U-485 U-486, U-1105, U-1106, U-1107, U-1304, U-1306, U-1308, U-4704, U-4708 y U-4709.
El supersubmarino japonés I-400 también utilizó la tecnología de placas anecoicas suministrada por Alemania.

### Uso en la posguerra

#### Uso por la Unión Soviética

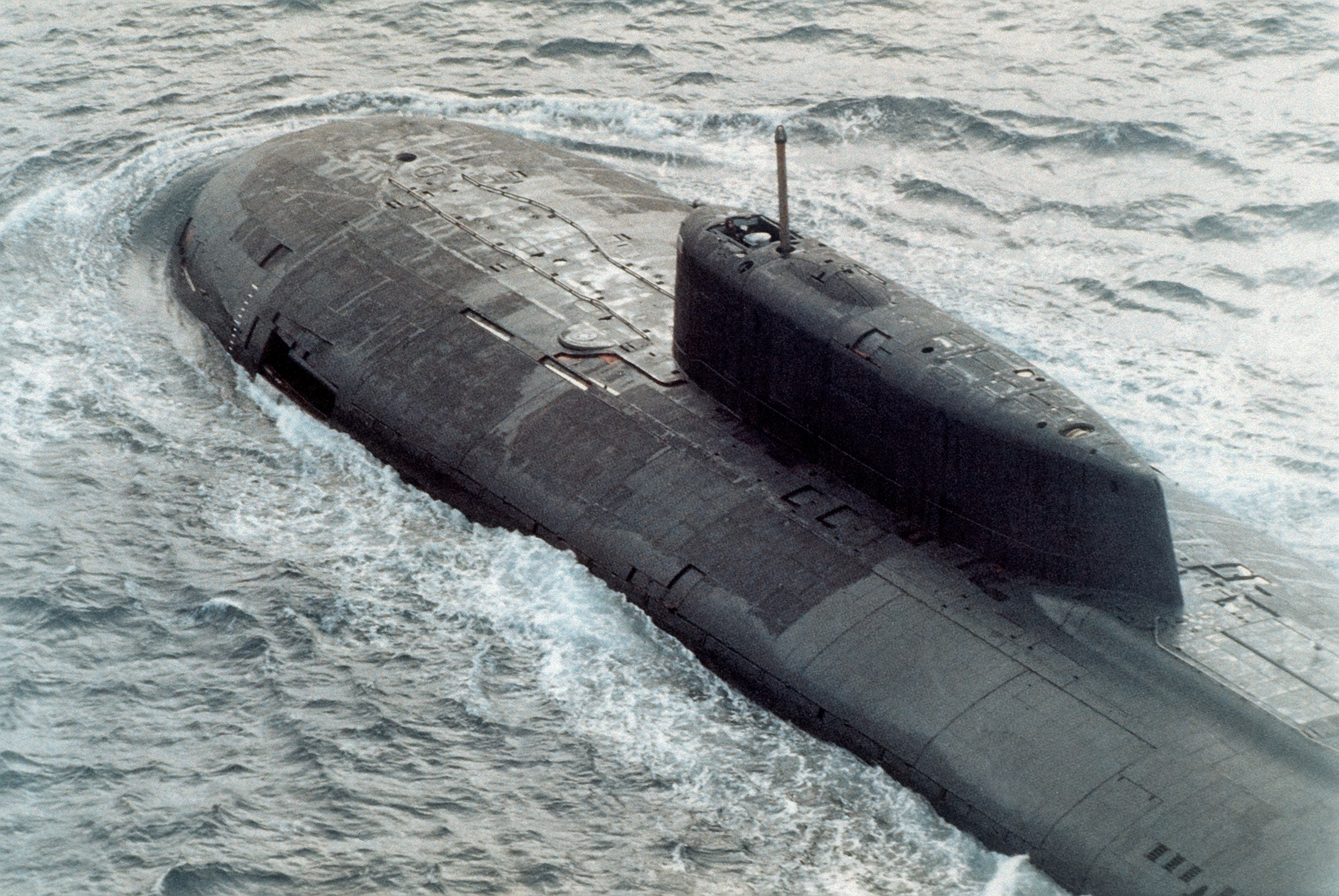
Submarino soviético clase Oscar I donde se aprecia la falta de varias placas.

Después de la guerra mundial, la tecnología no se utilizó de nuevo hasta la década de 1970, cuando la Unión Soviética comenzó a revestir sus submarinos con placas de goma. Estas fueron inicialmente propenso a caerse, pero cuando la tecnología maduró, era evidente que las placas estaban teniendo un efecto dramático en la reducción de las firmas acústicas de los submarinos. Las modernos placas rusas miden aproximadamente de 100 mm de espesor, y aparentemente reduce la característica acústica de los submarinos clase Akula por entre 10 y 20 decibelios (es decir, 33% a 10% de su valor original).

#### Marinas occidentales
Los materiales modernos consisten en un número de capas y muchos huecos de diferentes tamaños, cada uno dirigido a un rango de sonido de frecuencia específica a diferentes profundidades. Diversos materiales se utilizan a veces en diferentes áreas del submarino para absorber mejor las frecuencias específicas asociadas con la maquinaria en ese lugar en el interior del casco.
La Royal Navy comenzó a usar placas anecoicas en 1980, cuando el HMS Churchill fue equipado con ellos durante su segunda modernización.
La Armada de los Estados Unidos comenzó a usar placas anecoicas a mediados de 1980, con el submarino de la Clase 688 mejorada el USS San Juan. Casi todos los submarinos modernos están diseñados con ellos.